# كارولين جنكينز
كارولين جنكينز (بالإنجليزية: Carolyn Jenkins)‏ هي مدربة كرة سلة أمريكية، ولدت في 29 يناير 1969 في فريسنو في الولايات المتحدة.

## وصلات خارجية
- كارولين جنكينز على موقع سبورتس رفرنس (الإنجليزية)